# Fabio Gava
Fabio Gava (ur. 26 października 1949 w Godega di Sant’Urbano) – włoski polityk i prawnik, minister w rządzie regionalnym, parlamentarzysta.

## Życiorys
Z wykształcenia prawnik, specjalizujący się w prawie cywilnym. W 1967 wstąpił do Włoskiej Partii Liberalnej. Po jej upadku w 1994 został członkiem Forza Italia, z którym współtworzył kilkanaście lat później Lud Wolności.
W 1995 został deputowanym do rady regionalnej Wenecji Euganejskiej. W weneckim parlamencie był jednym z liderów Forza Italia, wchodził w skład regionalnego rządu, gdzie pełnił funkcję asesora ds. finansów (1995–2000), ds. zdrowia (2000–2005) oraz ds. gospodarki (2005–2008). W wyborach w 2008 uzyskał mandat posła do Izby Deputowanych XVI kadencji, który sprawował do 2013. W jej trakcie zasilił Włoską Partię Liberalną.